# Hepadnaviridae
A Hepadnaviridae a vírusok egyik rendszertani családja. Az ide tartozó fajok különféle gerinceseket (halakat, békákat, madarakat, emlősöket, beleértve az embert is) fertőznek. Jelenleg 5 nemzetségben 18 faj tartozik a családhoz. Legismertebb tagja a humán patogén hepatitisz B-vírus, amely akut és krónikus májgyulladást, néha májzsugort és májtumort okoz. A Hepadnaviridae a Blubervirales rend egyetlen családja. 
Neve a hepa (máj) és a dna (a DNS angol neve, jelezve hogy genomjuk DNS-ből áll) tagokból tevődik össze. 

## Felfedezésük
Bár a továbbadódó májbetegségeket már régóta ismeri az orvostudomány, először a hepatitisz A-ról mutatták ki, hogy vírusok közvetítik (a pikornavírusok közé tartozó hepatovírus A). A hepatitisz B-fertőzést a második világháborúban ismerték fel, amikor a vírusát tartalmazó humán vérszérumot használtak sárgalázvakcina stabilizálására és több tízezer amerikai katona betegedett meg. A kórokozót Baruch Blumberg izolálta az 1965-ben egy ausztrál őslakos vérében; ezért kapta az Ausztrália antigént nevet. Blumberg 1976-ban orvosi Nobel-díjat kapott a felfedezéséért. Az 1960-as évek végén mormotákból és ürgékből izolálták a család újabb tagjait. 

## Szerkezetük

A hepatitisz B-vírus genomja. Génjei átfednek egymással

A hepadnavírusok igen kicsik, a hepatitisz B-vírus virionjának átmérője 30-42 nm. Ikozaéder alakú nukleokapszidjukat a gazdasejt membránjából származó kettős lipidburok fogja körül, amelybe felszíni fehérjéik ágyazódnak. Cirkuláris genomjuk DNS-ből áll, amely azonban csak részlegesen kettős szálú. A hosszabbik, teljes szál kb. 3000-3300 bázisból áll, míg a változó hosszúságú rövid szál ennek kb kétharmada (1700-2800 bázis). A virionban a hosszú szál két vége egymás mellett helyezkedik el, de ekkor még nincsenek kovalensen összekötve; a rövid szál átfedi ezt a folytonossági hiányt. Miután a vírus bejutott a gazdasejt magjába, a virális DNS-polimeráz teljesen kétszálú, kovalensen kötött cirkuláris DNS-sé egészíti ki a genomot. 
A genom négy, egymással átfedő gént tartalmaz, amelyekről alternatív átírással hét fehérje készül: a szinte az egész genomra kiterjedő P a DNS-polimeráz génje; C a nukleokapszidot felépítő core proteiné, de erről vágódik le az e antigén; az S génről a felszíni fehérje (HBsAg) három (kis, közepes és nagy) változata készül; az X gén terméke pedig a sejt viselkedését befolyásolja és feltehetően szerepe van a tumorképződésben is.
A hepadnavírusoknak saját DNS-polimerázuk van, amely egyedi a vírusok között abban, hogy reverz transzkriptáz (RNS-ről ír át DNS-t a retrovírusokhoz hasonlóan, de azoknak RNS-ből áll a genomjuk is) aktivitással is rendelkezik; ezenfelül a nevének megfelelően DNS-függő DNS-polimeráz és RNáz domén is található rajta. 
A hepatitisz B-vírusok S génjében három startkodon (és egy stopkodon) is található, így három, különféle hosszúságú felszíni protein (Hepatitis B surface antigene, HBsAg) termék képződhet róla. A kis protein csak az S génrégióról íródik át, a közepes az S és preS2-ről, míg a nagy az S, preS2 és preS1 részt is tartalmazza. A felszíni fehérje nem csak a virion felépítésében vesz részt, képes aggregálódni és kis kerek vagy hosszú szálszerű képződményekben kijut a vérbe, ahol erős immunválaszt vált ki. 

## Replikáció
A hepadnavírusok a máj sejtjeiben, a hepatocitákban szaporodnak. A sejtfelszíni receptorfehérjéjükhöz kapcsolódnak (az emberi hepatitisz B-vírus esetén ez a nátrium/taurokolát kotranszporter poplipeptid (NTCP)), endocitózissal a sejt belsejébe kerülnek, majd a kapszid szétesése után a genomot a sejt saját transzporterei a sejtmagba szállítják. Itt a vírus DNS-polimeráza cirkuláris, kettős szálú DNS-sé egészíti ki az eredeti genomot, amelyről a sejt RNS-polimeráza megkezdi az mRNS-ek és az ún. pregenomikus RNS átírását. Utóbbi a teljes vírusgenom átirata, de hosszabb annál az ismétlődő szekvenciák miatt. A pregenomikus RNS becsomagolódik a készülő virionba és annak belsejében a DNS-polimeráz átírja róla a vírusgenom DNS-ének egyik szálát; közben egy kis szakasz kivételével lebontva az eredeti RNS-t. Ezután az enzim elkezdi kiegészíteni a DNS-t kettős szálúvá, de eközben a virion becsomagolódása miatt elfogynak a szabad nukleotidok és a feladat félbemarad; csak az új gazdasejt sejtmagjában fejeződik majd be.
Egyedi szaporodási stratégiájuk miatt a hepadnavírusok a növényeket fertőző Caulimoviridae csoporttal együtt külön kategóriát (VII) kaptak a Baltimore-féle vírustaxonómiai rendszerben. 

## Evolúciójuk
A hepadnavírusok halakat és kétéltűeket is fertőznek; lehetséges hogy a gerincesekkel együtt fejlődtek az evolúció során. 
A krokodilok, kígyók és teknősök genomjában endogén (a gazdaállat kromoszómáiba beágyazott) hepatitisz B vírusgenomok találhatóak, ami arra utal, hogy ezek a gerincesek legalább 200 millió éve együtt élnek a vírusokkal.
A mintegy 82 millió éve létrejött madár-hepadnavírusok génszekvenciájuk alapján a hüllővírusoktól származnak. Az emlősök vírusai egyes vélemények szerint tőlük származhatnak, míg más becslések szerint inkább a halvírusokhoz vannak közelebb.

## Rendszertanuk
| Nemzetség                               | Faj |
| --------------------------------------- | --- |
| Avihepadnavirus                         |     |
| Kacsa hepatitisz B-vírus                |     |
| Gém hepatitisz B-vírus                  |     |
| Papagáj hepatitisz B-vírus              |     |
| Herpetohepadnavirus                     |     |
| Tibetibéka hepatitisz B-vírus           |     |
| Metahepadnavirus                        |     |
| Naphal hepatitisz B-vírus               |     |
| Orthohepadnavirus                       |     |
| Kapucinusmajom hepatitisz B-vírus       |     |
| Kínaicickány hepatitisz B-vírus         |     |
| Házimacska hepatitisz B-vírus           |     |
| Ürge hepatitisz B-vírus                 |     |
| Hepatitisz B-vírus                      |     |
| Hosszúujjú-denevér hepatitisz B-vírus   |     |
| Pomonadenevér hepatitisz B-vírus        |     |
| Levélorrú-denevér hepatitisz B-vírus    |     |
| Tai Forest hepatitisz B-vírus           |     |
| Sátorkészítő-denevér hepatitisz B-vírus |     |
| Mormota hepatitisz B-vírus              |     |
| Gyapjasmajom hepatitisz B-vírus         |     |
| Parahepadnavirus                        |     |
| Fehérbalin hepatitisz B-vírus           |     |

## References
1. ↑   (2020. június 1.) „ICTV Virus Taxonomy Profile: Hepadnaviridae.”. The Journal of General Virology 101 (6), 571–572. o. DOI:10.1099/jgv.0.001415. PMID 32416744. PMC 7414443.
2. 1 2  ICTV Report Hepadnaviridae
3. ↑  Viral Zone. ExPASy. (Hozzáférés: 2015. június 15.)
4. ↑  World War II Hepatitis Outbreak Was Biggest in History (angol nyelven). AP NEWS . (Hozzáférés: 2023. június 21.)
5. ↑   (2004. június 1.) „A novel cis-acting element facilitates minus-strand DNA synthesis during reverse transcription of the hepatitis B virus genome”. Journal of Virology 78 (12), 6252–62. o. DOI:10.1128/JVI.78.12.6252-6262.2004. PMID 15163718. PMC 416504.
6. ↑   (2016. szeptember 1.) „Distinct Viral Lineages from Fish and Amphibians Reveal the Complex Evolutionary History of Hepadnaviruses”. Journal of Virology 90 (17), 7920–33. o. DOI:10.1128/JVI.00832-16. PMID 27334580. PMC 4988138.
7. ↑   (2014. december 1.) „Early Mesozoic coexistence of amniotes and hepadnaviridae”. PLOS Genetics 10 (12), e1004559. o. DOI:10.1371/journal.pgen.1004559. PMID 25501991. PMC 4263362.
8. ↑   (2013) „The genome of a Mesozoic paleovirus reveals the evolution of hepatitis B viruses”. Nature Communications 4, 1791. o. DOI:10.1038/ncomms2798. PMID 23653203.
9. ↑   (2017. szeptember 1.) „Deciphering the Origin and Evolution of Hepatitis B Viruses by Means of a Family of Non-enveloped Fish Viruses”. Cell Host & Microbe 22 (3), 387–399.e6. o. DOI:10.1016/j.chom.2017.07.019. PMID 28867387. PMC 5604429.
10. ↑  International Committee on Taxonomy of Viruses

## Külső hivatkozások
- ICTV Report: Hepadnaviridae
- Viralzone: Hepadnaviridae
- 'Hepadnaviridae'. NCBI Taxonomy Browser

## Fordítás
- Ez a szócikk részben vagy egészben  a   Hepadnaviridae című angol Wikipédia-szócikk ezen változatának fordításán alapul.  Az eredeti cikk szerkesztőit annak laptörténete sorolja fel. Ez a jelzés csupán a megfogalmazás eredetét és a szerzői jogokat jelzi, nem szolgál a cikkben szereplő információk forrásmegjelöléseként.